# آمار ریاضی

تصویری از رگرسیون خطی روی یک مجموعه داده. تحلیل رگرسیون بخش مهمی از آمار ریاضی است.

آمار ریاضی (انگلیسی: Mathematical statistics) شاخه‌ای از ریاضیات است که علم آمار را همراه با زمینه ها و قضایای نظری آن بیان می کند. تکنیک‌های خاص ریاضی که در آمار ریاضی استفاده می‌شوند شامل: آنالیز ریاضی، جبر خطی، حسابان تصادفی، معادلات دیفرانسیل و نظریه اندازه می‌باشند. آمار ریاضی در عمل از زیرمجموعه‌های اصلی رشته آمار است و نظریه‌پردازان آماری اغلب روش‌های آماری را با بهره‌گیری از ریاضیات، مطالعه و بهبود می‌بخشند و در تحقیقات آماری نیز غالباً سوالات ریاضیاتی را مطرح می‌کنند، همچنین نظریه‌های آماری، به تئوری احتمالات و تصمیم بهینه متکی می‌باشد.

## جامعه و نمونه

### جامعه
مجموعه افرادی که دارای ویژگی‌‌ها و مشخصاتی هستند، که مورد تحقیق ما می‌باشند.

### نمونه
بخشی از جامعه که برای مطالعه و پژوهش ما انتخاب می‌شوند.

## انواع متغیرها

### متغیر کمی
متغیرهایی هستند که قابل اندازه گیری می‌باشند. مانند: اندازه‌گیری قد افراد، اندازه‌گیری وزن بدن و ...

#### انواع متغیر کمی
1. متغیر کمی پیوسته
2. متغیر کمی گسسته

### متغیر کیفی
متغیرهایی هستند که قابل اندازه‌گیری نیستند. مانند: رنگ چشم افراد، کیفیت یک میوه و ...

#### انواع متغیرها کیفی

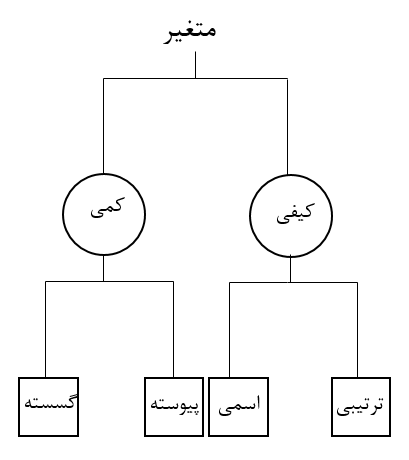
انواع متغیرها کمی و کیفی

1. متغیر کیفی ترتیبی
2. متغیر کیفی اسمی

## پانوشت
آموزش آمار ریاضی «سیده فاطمه موسوی نطنزی»